# 大石又七
大石 又七（おおいし またしち、1934年1月23日 - 2021年3月7日）は、反核運動家。元漁船乗組員。

## 経歴
静岡県榛原郡吉田村（現吉田町）生まれ。1948年、吉田村立南中学校を2年で中退し、漁師となった。第五福竜丸の甲板員・冷凍士として出航中の1954年3月1日、マーシャル諸島ビキニ環礁での核実験（ブラボー実験）で放射性降下物（いわゆる死の灰）を浴び被爆した（ビキニ事件）。脱毛や水疱などの症状が出て、1年2か月間入院生活を送った。被爆者への無理解や偏見に耐えきれず、1955年に東京都内に移住、2010年末までクリーニング店を営んだ。
差別や偏見が家族に及ぶことを恐れ、被爆について長年沈黙を貫いていたが、仲間の乗組員らががんなどで相次いで死去する中、1983年都内の中学生にビキニ事件について初めて話した。これ以降、被爆体験を語り、核廃絶を訴える活動をすすめた。2002年、マーシャル諸島を訪問し、第五福竜丸乗組員の現況を語った。2010年5月、ニューヨークの国際連合本部ビルで開かれた2010年核拡散防止条約再検討会議に参加し核廃絶を訴えた。築地にマグロ塚を作る会主宰、財団法人第五福竜丸平和協会評議員。
放射線や内部被曝の危険性を訴え続け、「ビキニ事件と福島第一原子力発電所事故は、内部被曝を引き起こすという意味で本質的には全く同じ」と述べた。また、ビキニ事件と日本の原子力発電導入の関係や、ビキニ事件被爆補償の問題点について発言した。
2021年3月7日午前、誤嚥性肺炎のため死去。87歳没。

## 著作
- 大石又七著、工藤敏樹編『死の灰を背負って : 私の人生を変えた第五福竜丸』 新潮社 1991年
- 大石又七お話、川崎昭一郎監修『第五福竜丸とともに : 被爆者から21世紀の君たちへ』新科学出版社 2001年3月
- 『ビキニ事件の真実 : いのちの岐路で』みすず書房 2003年
- 大石又七『これだけは伝えておきたいビキニ事件の表と裏 第五福竜丸・乗組員が語る』かもがわ出版、2007年7月20日。ISBN 9784780300956。
- 『矛盾 : ビキニ事件、平和運動の原点』武蔵野書房 2011年
- The day the sun rose in the west : Bikini, the Lucky Dragon, and I  Author: Oishi Matashichi; Translator: Minear, Richard H. , University of Hawaiʻi Press, May 2011[11]

## テレビ出演
- 1992年4月19日放送『NHKスペシャル』「又七の海 〜死の灰を浴びた男の38年〜」[12]
- 2011年7月3日放送『ETV特集』「大江健三郎 大石又七 核をめぐる対話」[13]
- 2013年8月11日放送『ザ・スクープスペシャル』「原発と原爆〜日本の原子力と米国の影〜」[14]
- 2014年4月1日放送『テレメンタリー2014』「第五福龍丸被ばく60年〜還れない島〜」[15]
- 2016年2月25日放送『上田晋也のニッポンの過去問』「1954年 第五福竜丸の数奇な運命」
- 2021年7月24日放送『ETV特集』「白い灰の記憶〜大石又七が歩んだ道〜」[16]